# Белведере 21
Белведере 21 (акроним Б21)  данас Музеј савремене уметности у Бечу, зграда која је 1958. године, као аустријски павиљон за Екпо 58 или Бриселску светску изложбу изграђена у Бриселу 1962. године,  у стилу модернизма по нацрту архитекте Карла Шванцера (1918-1975).  Данас је Белведере 21 успешан уметнички простор и место окупљања у градској четврти Беча будућности. Зграда се сматра архитектонском иконом послератног модернизма.  Након преноса у Беч зграда је прилагођена музеју и отворен 1962. године као Музеј двадесетог века. Под именом 20er Haus, музеј се убрзо се наметнуо као савремено средиште уметности. Када је 2002. зграда ушла у састав  Аустријског музеја Белведере, обновљен је 2011. године,  и 2018. године преименован у Белведере 21.

## Историја

### Павиљон на изложби у Бриселу
Карл Шванцер пројектовао је зграду 1954. године на конкурсу аустријске владе за дизајн националног павиљона на Светској изложби 1958. године у Бриселу. Након што је 1955. године добио је прву награду жирија, у којој је наведено да је овај пројекат изабран јер се максимални ефекти могу постићи уз минималне трошкове јер је аустријски буџет био строжи од буџета већине других земаља које су учествовале на Екпо-у 58. Полазна основа била је ставити човека у средиште културног и интелектуалног напретка, у складу са догађајима на основу мота: „Постићи равнотежу за људски свет“.
Зграда је пројектована као лагана конструкција, њен горњи димензија 40 са 40 метара, био је шест метара изнад земље, у потпуности ослоњен на четири контрафора стварајући плутајући ефекат. Шванцер је награђен Великом наградом за свој визионарски дизајн. Фриц Вотруба је створио монументални фигурални рељеф који је постављен испред павиљона, за шта је добио награду за најбоље уметничко дело Екпо-а.
Ово архитектонско дело Карла Шванцера сматра се делом револуционарног минималистичког дизајна и ремек-делом модерне архитектуре, створено више од десет година пре него што је  Лудвиг Мис ван дер Рое представио своју иконичну верзију флексибилног унутрашњег простора и прозирних зидова у облику Нове националне галерије у Берлину (1962-1968).
Дана 30. јануара 1958. дневне у једној од колумни новине Дие Пресе описале су изложбену дворану као „практично идеалну основу за Музеј модерне уметности“.

### Музеј 20. века
Након изложбе, зграда је пренета из Брисела у Швајцарски врт у 3. округу града Беча (Ландштрасе). У њој је након обнове 1962. године основан Бечки музеј савремене уметности (Museum of the 20th Century (M20)) са поставком уметничких дела двадесетог века. Ову музејску зграду, названа „20er Haus“ (Кућа 20), у основи је чинило дело архитекте Карла Шванцера: конструкција челичног скелета прилагођена наменама музеја, са застакљеним приземљем, двориштем које је прекривено кровом, и фасадама које су у значајној мери измењене. Нови музеј који је отворен је 20. септембра 1962. године одмах је постао средишзе бечког света уметности.
Један од коментара о оснивању ове институцији и њеној првој изложби, Уметност од 1900. до данас, наводи... да музеј представља такав раскид са бечком музејском традицијом „да се човек при првом уласку у музеј аутоматски осећао као на страној територији“.

Историчар уметности Вернер Хофман написао је поводом његовог отварања следећи текст:
„Ова нова зграда носи потпис нашег доба, а њен просторни распоред оправдава чињеницу да уметност овог века показује моћно и често агресивно самопоуздање које захтева пространство и отвореност.“

### Депо модерне уметности
Између 1979. и 2001. године зграда је чувала савремена уметничка дела која су крајем 2001. пресељена у новоосновани  Музеј савремене уметности у Бечу.
Кућа 20 коначно је ушла у састав аустријске галерије Белведере почетком лета 2002. године. Међутим, музеју Белведере су недостајала финансијска средства за неопходно реструктурирање. Као резултат лође финансијске ситуације, зграда, која је заштићена културна баштина Беча, годинама је стајала празна.

### Обнова и поновно отварање
Радови на обнови Куће 20 започели су 13. јуна 2008. године под надзором Адолфа Кришаница, бившег студента Карла Шванцера са Техничког универзитета у Бечу. По цени од 31,9 милиона евра, измењана је носивост челичне конструкције, која је прилагођена захтевима грађевинских прописа. Плафони су очишћени од азбеста, а оригинални стаклени кров је направљен од транспарентних материјала. Велики прозорски профили замењени су штедљивим двоструким стаклима. Посао је подразумевао и обезбеђивање додатног простора поновним постављањем 75 метара дугог оригиналног трема из шездесетих година прошлог века и спуштањем дела испред конструкције, претварајући га у атријум преко кога је прелазио приступни мост. Шестероспратној канцеларијској кули на бившем паркингу додат је текста који описују намену зграде. 
Дана 15. новембра 2011, зграда је поново отворена након што ју је архитекта Адолф Кришаниц опремио као музеј са добро организованим изложбеним просторима и биоскопом. Свеукупни ефекат је отворена музејска структура са укупно 2275 квадратних метара изложбеног простора у приземљу и на горњим спратовима.
Изложбени простор у подруму садржи сталне поставке фондације Вотруба (са око 500 дела у камену, бронзи и гипсу, 2.500 цртежа, 1.500 отисака и 14 слика на платну), као и ресторан и уметнички студио за децу.
Продавница музеја, „Салон за уметничке књиге, инсталација је аустријског уметника Бернхарда Шелеа који је Кућу 21 купио 2011. године. Аустријска Austrian Artothèque,  која државним службеницима и корпорацијама у јавном власништву омогућава да узму до четири уметничка дела на позајмицу до једне године, како би биле изложене у другом простору, за ширу јавност је отворена од септембра 2012. Нови биоскоп са оригиналним седиштима и облогама Екпо 58 отворен је у марту 2012.
Од 15. новембра 2011. године зграда  припада дворском комплексу Aустријске галерије Белведере.
У њој се данас приказују дела савремене аустријске  и међународне уметности, филма и музике  20. и 21. века. Тако је ова зграда постала архитектонска икона послератног модернизма  а њена  галеријска поставка  се дефинише као музеј савремене уметности.
У децембру 2017. музеј је објавио да ће се овај објекат од 2018. године носити уаив Белведере 21.

## Галерија
- Зграда током рестаурације 2010. године
- Фасада
- Приземље
- Први спрат
- Детаљ зграде